# جائزة شرم الشيخ الكبرى
جائزة شرم الشيخ الكبرى هو سباق دراجات على الطريق، أقيم بشكل سنوي في شرم الشيخ خلال الفترة ما بين 2007 و2009. 

## الفائزين
| السنة | الفائز           | الثاني            | الثالث              |
| ----- | ---------------- | ----------------- | ------------------- |
| 2007  | يان سيبيكي       | أحمد محمد علي     | فادي خان شيخوني ‏    |
| 2008  | عمرو محمود ‏      | غوران سملكروفيتش ‏ | أحمد رشاد ‏          |
| 2009  | ايفيلو غابروفسكي | فادي خان شيخوني ‏  | Merhawi Gebrehiwet ‏ |